# Бій у Запорозькому городку
Бій у Запорозькому городку — бій у Свято-Григорівському Бізюківому монастирі, що у Запорозькому городку між Бериславською охоронною сотнею Армії УНР та загоном більшовиків під проводом Кирила Івденка.

## Передумови бою
У 1918 році монастир у Запорозькому городку було закрито. Його церкви, господарські приміщення зруйновано. Взимку 1919 року монастир зайняв загін «червоних» під керівництвом Кирила Івденка. Цей більшовицький загін прийшов з Дніпровського повіту Таврійської губернії і був сформований у с. Велика Лепетиха. Основним ворогом загону були підрозділи самооборони шведський та німецьких колоній, яких регулярно грабували більшовики. Командиром загону став місцевий більшовик, колишній прапорщик, а згодом місцевий вчитель — Кирило Тимофійович Івденко. 10 лютого 1919 загін Івденка зазнав поразки у Старошведській волості, після якої вирушив на Бізюків монастир. Червоні знущались з братії монастиря та грабували місцеве населення. Ченці Бізюківського монастиря поскаржилася на банди червоних Бериславській охоронній сотні Армії УНР під проводом сотника Осауленка, що стояв зі своєю сотнею неподалік у Бериславі.

## Бій
10 лютого 1919 року відбувся бій сотні Осауленка з декількома сотнями червоних на чолі з Івденком та Дорошенком. Газета «Родной Край» так описувала ці події:

«Берислав 12 лютого: 10 лютого о другій дня моя сотня під командуванням офіцера Нечитайла розбила банду у 200 чоловік на чолі з ватажками Івденко та Дорошенко, що засіла у Григоріво-Бізюковому монастирі і робила пограбування. Івденко і 10 бандитів вбиті моїми козаками. Дорошенко та інші арештовані. В мене 1 поранений. Відібрано: 2 кулемети, 10 коней, 11 зарядних скринь, 13 гвинтівок.

Комендант Бериславського та Нововоронцовського районів Херсонщини Осауленко»Оригінальний текст (рос.)
Берислав 12 февраля: 10 февраля в два часа дня моя сотня под командованием офицера Нечитайло разбила засевшую в Григорие-Бизюковом монастыре и производившую грабежи банду в 200 человек с главарями Ивденко и Дорошенко. Ивденко и 10 бандитов убиты моими казаками. Дорошенко и другие арестованы. У меня 1 ранен. Забрано 2 пулемета, 10 лошадей, 2 орудия, 11 зарядных ящиков, 13 винтовок.
Комендант Бериславского и Нововоронцовского районов Херсонщины Осауленко.

## Подальші події
Червоні на чолі із колишнім фельдфебелем та георгіївським кавалером Павловським (анархіст-максималіст за поглядами) знову повернулися до монастирю 12 лютого 1919 року та стратили ченців, які покликали на допомогу українських військовиків. Пізніше Павловський командував полком 46-ї стрілецької дивізії Червоної армії Івана Федоровича Федько, згодом перейшов на бік Махна. Після 1921 року доля Павловського невідома.